# Takayama
Takayama (高山市 Takayama-shi?) este un municipiu din Japonia, prefectura Gifu.

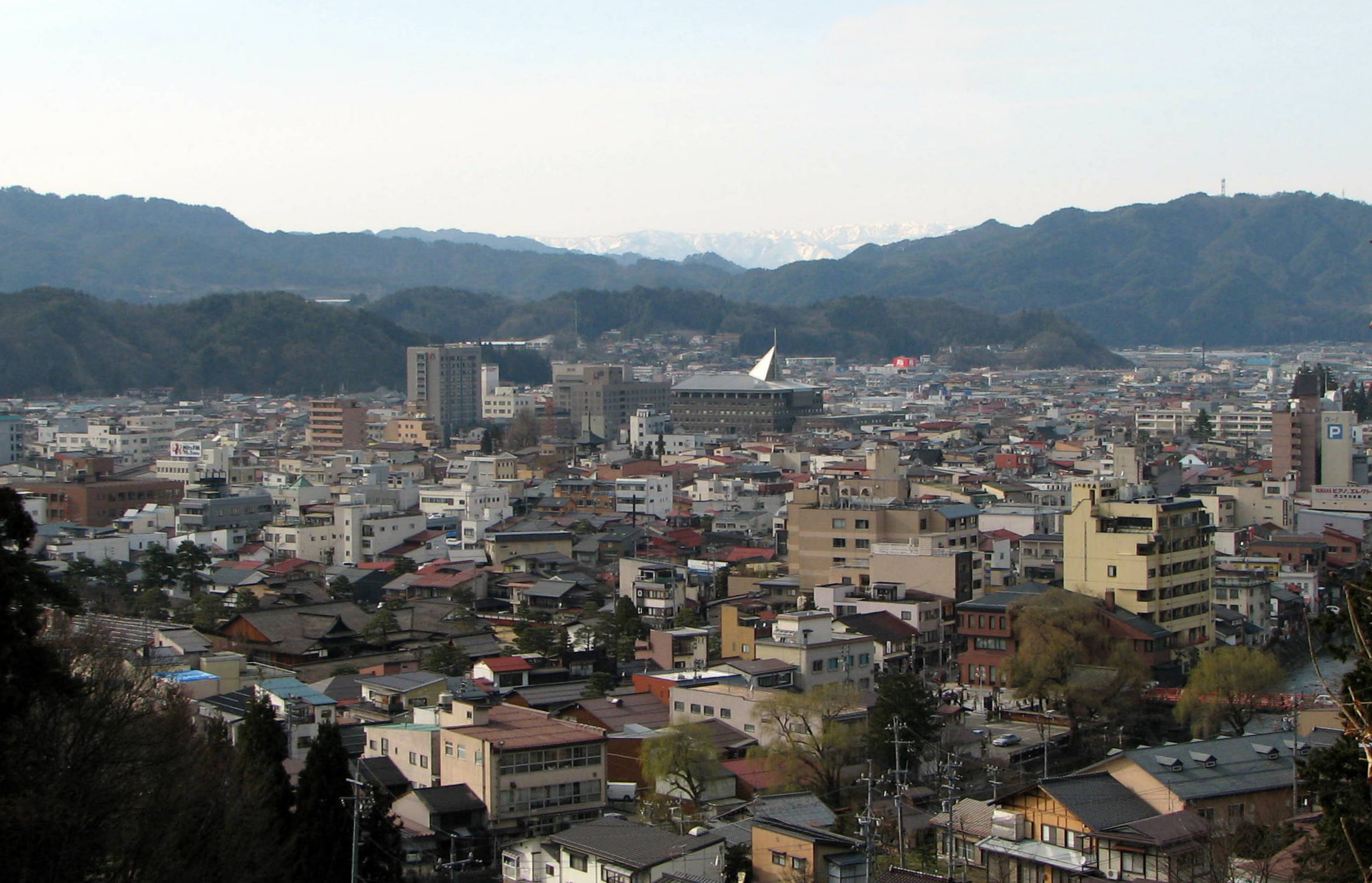
Takayama

Din septembrie 2012 este oraș înfrățit cu Sibiul.